# Re-Align
"Re-Align" é um single da banda de hard rock Godsmack. Ele chegou ao terceiro lugar na parada Mainstream Rock e no 28º na parada Rock Moderno.

## Significado da música
De acordo com o vocalista da banda, Sully Erna, a música é sobre como toda vez que ele vai a Nova Orleães (fazendo turnês com Godsmack), ele fica doente. Supostamente, em sua vida passada, Sully foi morto na cidade de Nova Orleães, e em sua vida atual, "espíritos maléficos" vêm e o assombram toda vez que ele visita a cidade, adoecendo e perturbando-o.

## Versões
Existem duas versões de Re-Align. A primeira versão, que é a versão original, esteve no terceiro álbum de Godsmack, Faceless. A segunda versão, que é uma versão acústica, esteve no EP deles, The Other Side.
Ambas as versões possuem um som muito semelhante. A versão acústica, contudo, possui uma duração de 4:23, dois segundos a mais que a versão original no álbum Faceless. Enquanto ambos possuem um tom pesado, a versão acústica é naturalmente mais "leve".

## Posições nasparadas
Single - Billboard (América do Norte)
| Ano  | Parada                 | Posição |
| ---- | ---------------------- | ------- |
| 2004 | Mainstream Rock Tracks | 3       |
| 2004 | Modern Rock Tracks     | 28      |